# FileCapsule Slate
FileCapsule Slate（ファイルカプセル スレート）とは、コンピュータ上に保存されたファイルを暗号化または復号するためのソフトウエア。暗号化を行うための方式として、共通鍵暗号と公開鍵暗号が利用できる。Windowsストアからダウンロードすることができる。

## 仕様・機能
- FileCapsule Slateで利用できる暗号化アルゴリズムは、AES（キー長 256bit）, RSA（キー長 2048bit）である[2]。
- ユーザは、暗号化の際にパスワードか公開鍵を入力することによって、ファイルの暗号化を行う。
- 復号の際には、暗号化の際に利用した暗号方式によって、パスワードか秘密鍵の入力が求められる。
- 公開鍵暗号に必要となる公開鍵と秘密鍵は、FileCapsule Slate に内蔵されているキージェネレータで作成することが可能である[3]。
- Windows 7などで動作するFileCapsule Deluxe Portableによって作成された暗号化ファイル、公開鍵ファイル、秘密鍵ファイルは、本ソフトで作成されたものと互換性があるため、相互に利用が可能である[4]。